# Flugunfall einer Boeing 707 der Dan-Air in Sambia 1977
Beim Flugunfall einer Boeing 707 der Dan-Air in Sambia 1977 verunglückte am 14. Mai 1977 eine auf dem Flug vom Flughafen London-Heathrow über Athen und Nairobi nach Lusaka befindliche Boeing 707-321C-Frachtmaschine der britischen Dan-Air (betrieben für IAS Cargo Airlines) kurz vor der Landung auf dem Flughafen Lusaka. Bei dem Unfall wurden alle sechs Insassen an Bord der Maschine getötet.

## Maschine
Bei der Maschine handelte es sich um eine Boeing 707-321C, die im Jahr 1963 im Werk von Boeing auf dem Boeing Field im US-Bundesstaat Washington als die 332. Boeing 707 aus laufender Produktion mit der Werksnummer 18579 endmontiert wurde. Die Maschine wurde mit dem Luftfahrzeugkennzeichen N765PA auf den Hersteller zugelassen und absolvierte ihren Erstflug am 19. Februar 1963. Am 7. Juni 1963 wurde sie an die Pan American World Airways ausgeliefert, bei der sie mit dem Taufnamen Jet Clipper Gladiator in Betrieb ging. Die Maschine blieb bis zu ihrem Verkauf im Juni 1976 bei der Pan Am in Betrieb. Im Oktober 1976 übernahm Dan-Air die Maschine und ließ sie mit dem neuen Kennzeichen G-BEBP wieder zu. Das vierstrahlige Langstreckenflugzeug war mit vier Mantelstromtriebwerken des Typs Pratt & Whitney JT3D-3B ausgestattet. Bis zum Zeitpunkt des Unfalls hatte die Maschine eine Gesamtbetriebsleistung von 47.621 Betriebsstunden absolviert, auf die 16.723 Starts und Landungen (=Flugzyklen) entfielen.

## Insassen
An Bord der Maschine befanden sich eine fünfköpfige Besatzung sowie ein Lademeister, der als Passagier gelistet war. Der 34-jährige Flugkapitän war im Besitz von Musterberechtigungen für die Flugzeugtypen Boeing 707, Boeing 720, Boeing 727 und de Havilland Comet 4. Er verfügte über 6.782 Stunden Flugerfahrung, von denen 115 Stunden auf die Boeing 707 entfielen. Der 57-jährige Erste Offizier war im Besitz von Musterberechtigungen für die Flugzeugtypen Boeing 707, Boeing 720, Bristol Britannia, Piper PA-30 und de Havilland Comet 4. Er hatte von seinen 13.745 Stunden Flugerfahrung 2.482 Stunden im Cockpit der Boeing 707 abgeleistet. Der 38-jährige Flugingenieur war für die Flugzeugtypen Boeing 707 und de Havilland Comet 4 lizenziert. Er verfügte über 6.103 Stunden Flugerfahrung, von denen 848 Flugstunden auf die Boeing 707 entfielen.

## Unfallhergang
Die Maschine hob um 12:17 Uhr in Nairobi zum letzten Flugabschnitt des an diesem Tag durchgeführten Frachtfluges ab. Der Flug nach Lusaka wurde auf Flugfläche 310 durchgeführt, um 14:07 Uhr erhielten die Piloten die Anweisung, auf Flugfläche 110 zu sinken. Diese Höhe wurde um 14:23 Uhr erreicht, als sich die Maschine 37 nautische Meilen vom DME von Lusaka entfernt befand. Anschließend wurde den Piloten die Freigabe erteilt, in 1.000-Fuß-Schritten auf Flugfläche 70 zu sinken. Um 14:28 Uhr meldete der Erste Offizier, dass man die Landebahn in Sicht habe. Die Flugsicherung in Lusaka erteilte daraufhin die Freigabe, auf 6.000 Fuß und damit eine Höhe von 2.221 Fuß über der Landebahnschwelle von Lusaka zu sinken. Wenige Augenblicke später wurde die Freigabe für einen Anflug auf Landebahn 10 im Sichtflug erteilt. Die Piloten fuhren anschließend, um 14:32 Uhr die Auftriebshilfen auf 50 Grad aus. Um 14:33 Uhr konnten Augenzeugen beobachten, wie plötzlich die gesamte rechte Höhenruder- und Höhenflosseneinheit im Flug von der Maschine abbrach. Die Maschine nickte daraufhin plötzlich nach unten und stürzte aus einer vertikalen Fluglage 800 Fuß zu Boden. Sie schlug 3.600 Fuß vor der Landebahnschwelle auf, wobei sie völlig zerstört wurde. Alle sechs Insassen kamen dabei ums Leben.

## Ursache
Die britische Accident Investigation Branch übernahm nach dem Unfall die Ermittlungen zur Unfallursache. Der Abschlussbericht wurde am 8. Februar 1979 veröffentlicht. Die Ermittler führten den Unfall auf einen plötzlichen Verlust der Steuerbarkeit entlang der Nickachse der Maschine zurück, der nach einem plötzlich Abriss von Höhenruder und -flosse erfolgte. Das Strukturversagen führten die Ermittler auf eine Kombination aus Materialermüdung und einem nicht ausfallsicheren Design zurück. So sei ein Spezifikum der Flugzeugtypen Boeing 707-320/-420 ein größeres Leitwerk gewesen als bei den älteren und kleineren Typen der Boeing 707. Um den durch die größeren Dimensionen erhöhten Belastungen standzuhalten, sei in diesem Bereich ein Teil der Aluminium-Rumpfhülle durch Edelstahl ersetzt worden. Diese so geänderte Konstruktion habe jedoch eine geringere Widerstandsfähigkeit gegenüber Windböen zur Folge gehabt. An der betroffenen Maschine war im Betrieb ein Riss an der Höhenflosse entstanden, der sich an einer schlecht zugänglichen Stelle entwickelt hatte, die bei den planmäßigen Wartungen nicht inspiziert wird. Aus diesem Grund blieb der Riss unentdeckt. Die Maschine war auf dem Flug einer Reihe von Windböen ausgesetzt, die an einer intakten Boeing 707 keine nennenswerten Schäden angerichtet hätten, jedoch die geschwächte Flugzeugstruktur der betroffenen Maschine weiter schwächten, bis diese völlig versagte.
Als Folge wurde für alle Boeing 707 die Benutzung der Störklappen im Flug untersagt.